# 石原真
石原 真（いしはら しん、1957年 - ）は、NHKエンタープライズ所属のエグゼクティブ・プロデューサーで、ベーシスト、ギタリスト。

## プロフィール
岡山県立岡山大安寺高等学校を経て法政大学卒業後、1981年入局。1990年から音楽番組、教育番組の企画・制作を担当。その後福岡局で地域番組の制作にかかわり、2005年7月の異動で再び東京本部勤務となった。
38歳の時から伸ばしてきた長髪とサングラスがトレードマークだったが、異動直後『第56回NHK紅白歌合戦』（NHK）でプロデューサーとして参加した際、「視聴率50%を超えなかったら頭髪を丸刈りにする」と公言した。結果は第1部35.4%、第2部42.9%と昨年よりは上昇したが、50%を超えなかったので丸刈り頭となった。
バンド・架空楽団のメンバーであり、ベースとギターを担当している。
AKB48グループの大ファンとして知られ、各グループの劇場公演も頻繁に観覧、現場でメンバーと実際に会って話をし、全グループのメンバーを網羅している。自ら手がける番組にAKB48を重用しており、『今夜は最高!』（日本テレビ）のようなワンマンショーをAKB48だけでやってみたいというコンセプトで『AKB48 SHOW!』（NHK BSプレミアム）を立ち上げた。そのほか、AKB48のドキュメンタリー映画についても、元々石原が岩井俊二と話してテレビ番組としてスタートし、後に映画化したという経緯がある。2013年には、6月8日に日産スタジアムで開催された「AKB48スーパーフェスティバル〜日産スタジアム、小（ち）っちぇっ!小（ち）っちゃくないし!」のためにスタッフ、正規メンバーともにスケジュールが一杯であることを理由に、AKB48グループ総合プロデューサーの秋元康から、直前の6月5日に日本武道館で開催された「AKB48グループ研究生 武道館公演 『推しメン早い者勝ち』」イベントを任された。
また、AKB48グループのメンバーが東日本大震災被災地の定期訪問を行っている「誰かのために」プロジェクトにおいて隊長を務め、訪問地で開催するミニライブのセットリストや台本は全て石原が書いている。なお石原も含め同被災地訪問に関わるスタッフは全員ボランティアである。
2015年公開のSKE48のドキュメンタリー映画『アイドルの涙 DOCUMENTARY of SKE48』、2016年公開のAKB48のドキュメンタリー映画『存在する理由 DOCUMENTARY of AKB48』では監督を務めている。

## 手掛けた主な番組
- NHK紅白歌合戦（12回参加。うち2005年第56回と2008年第59回でプロデューサーを担当）[4]
- ポップジャム
- トップランナー - 番組立ち上げ
- 天才てれびくんMAX
- 天才ビットくん
- MUSIC JAPAN - プロデューサー
- AKB48 SHOW! - プロデューサー
- NHKスペシャル「メガヒットの秘密 〜20年目のB'z〜」

## 書籍
- AKB48、被災地へ行く（2015年10月21日発売、岩波ジュニア新書 ISBN 978-4-00-500816-2）